# Neodvisnost Katalonije
Že stoletja se želijo Katalonci odcepiti od Španije. Ideologija gibanja za neodvisnost temelji na mnenju, da je Katalonija suverena država z lastno zgodovino, kulturo in jezikom. Večina Kataloncev podpira neodvisnost, vendar nekateri vidijo rešitev v federalni ureditvi Španije.
Tako kot pri vseh gibanjih za neodvisnost, znotraj in izven Španije, so ljudje, ki zagovarjajo gibanje, in ljudje, ki mu nasprotujejo. Pri vprašanju o neodvisnosti Katalonije zagovorniki zahtevajo lastno in samostojno vlado, ki bi lahko odločala o zadevah brez vmešavanja vlade iz Madrida. Prav tako želijo večjo avtonomijo, ker želijo okrepiti katalonsko kulturo in jezik, za katera se zdi, da sta še vedno pod pritiskom Španije. Na drugi strani pa nasprotniki opozarjajo na stroške in druge posledice, ki bi jih lahko prinesla neodvisnost. Prav tako menijo, da ni razloga za ločitev skupnosti, ki je že stoletja del Španije.
V zadnjih letih je bilo izvedenih več referendumov o neodvisnosti, v katerih je bila vedno izražena želja po samostojni državi. Septembra 2009 je na referendumu na vprašanje: »Ali želite, da je Katalonija pravna, samostojna, demokratična in socialna država, vključena v Evropsko unijo?« kar 95% vprašanih odgovorilo pritrdilno. Naslednje leto so kot odgovor na odločitev  ustavnega sodišča o statutu o avtonomiji Katalonije iz leta 2006 v Barceloni organizirali proteste s sloganom 'Mi smo narod. Mi odločamo.'
Štiri mesece kasneje so potekale katalonske parlamentarne volitve na katerih je zmagala stranka Convergencia y Unión (CiU) pod vodstvom Arturja Masa. 
Leta 2012 je Asamblea Nacional Catalana organizirala nove manifestacije z novim sloganom 'Katalonija, nova država Evrope'. 
Eno leto kasneje so Katalonci ponovno izrazili svojo zahtevo po samostojnosti s človeško verigo, ki jo je sestavljalo približno 400 ljudi, z imenom Katalonska pot proti neodvisnosti.
S prizadevanji so dosegli, da se je 9. novembra 2014 ponovno organiziral nov referendum oziroma posvet, o tem, ali želijo, da je Katalonija samostojna država ali ne. 25. novembra 2014 je Artur Mas predstavil program, s katerim naj bi v naslednjih 18 mesecih dosegli želeno samostojnost. Skoraj leto kasneje so potekale volitve o neodvisnosti, vendar so bile zaradi pritiska iz Madrida organizirane le kot plebiscit. Podporniki neodvisnosti so zmagali volitve in pridobili največ sedežev v parlamentu, vendar pa niso zmagali z absolutno večino, kar so v Madridu razumeli kot poraz separatistov.
1. oktobra 2017 so Katalonci z 92,01% izglasovali neodvisnost. Uradni Madrid je referendum označil kot neustavnega in izida ni priznal. Španski premier je odstavil člane katalonske vlade, ki so kmalu za tem zbežali v Bruselj.  